# 桂葵
桂 葵（かつら あおい、1992年9月2日 - ）は、日本の女子バスケットボール選手である。ポジションはパワーフォワード。Wリーグのトヨタ紡織サンシャインラビッツ所属。

## 来歴
東京都出身。小学校3年間をドイツで過ごし、帰国後にバスケを始める。
立町サーベルモンキー(仙台)、石神井西中、桜花学園高校から早稲田大学社会科学部へ進学。1年次から出場し、インカレ初優勝に貢献。大学4年時に関東大学リーグ初優勝、インカレ優勝とともにMVPも獲得。
卒業後は三菱商事に入社し一度はバスケから離れるが、その後、3×3が2020年東京オリンピックの正式種目に採用されたことがきっかけとなり、2018年に業務の傍ら湘南サンズで競技復帰。
2020年、BEEFMAN.EXEに移籍。2021年に3×3 PREMIERE優勝・MVP獲得。
2022年、三菱商事を退職してZOOS設立。日独混合クラブDüsseldorf ZOOSのオーナー兼選手としてFIBA Women's Seriesに参戦し、BAKU大会で優勝。
2024年9月、32歳にしてトヨタ自動車アンテロープスに加入。10月11日に代々木第二体育館でのENEOSサンフラワーズ戦にてWリーグデビュー。
2025年、トヨタ自動車を退団。トヨタ紡織サンシャインラビッツに移籍。

## 日本代表歴
- 2009 U19ワールドカップ
- 2010 U18アジアカップ（銀メダル）